# Haken
Pour les articles homonymes, voir Haken (homonymie).
Haken est un groupe de metal progressif britannique, originaire de Londres, en Angleterre. Formé en 2007, le groupe a publié jusqu'à présent sept albums studio dont le dernier, Fauna, est sorti en 2023.

## Biographie

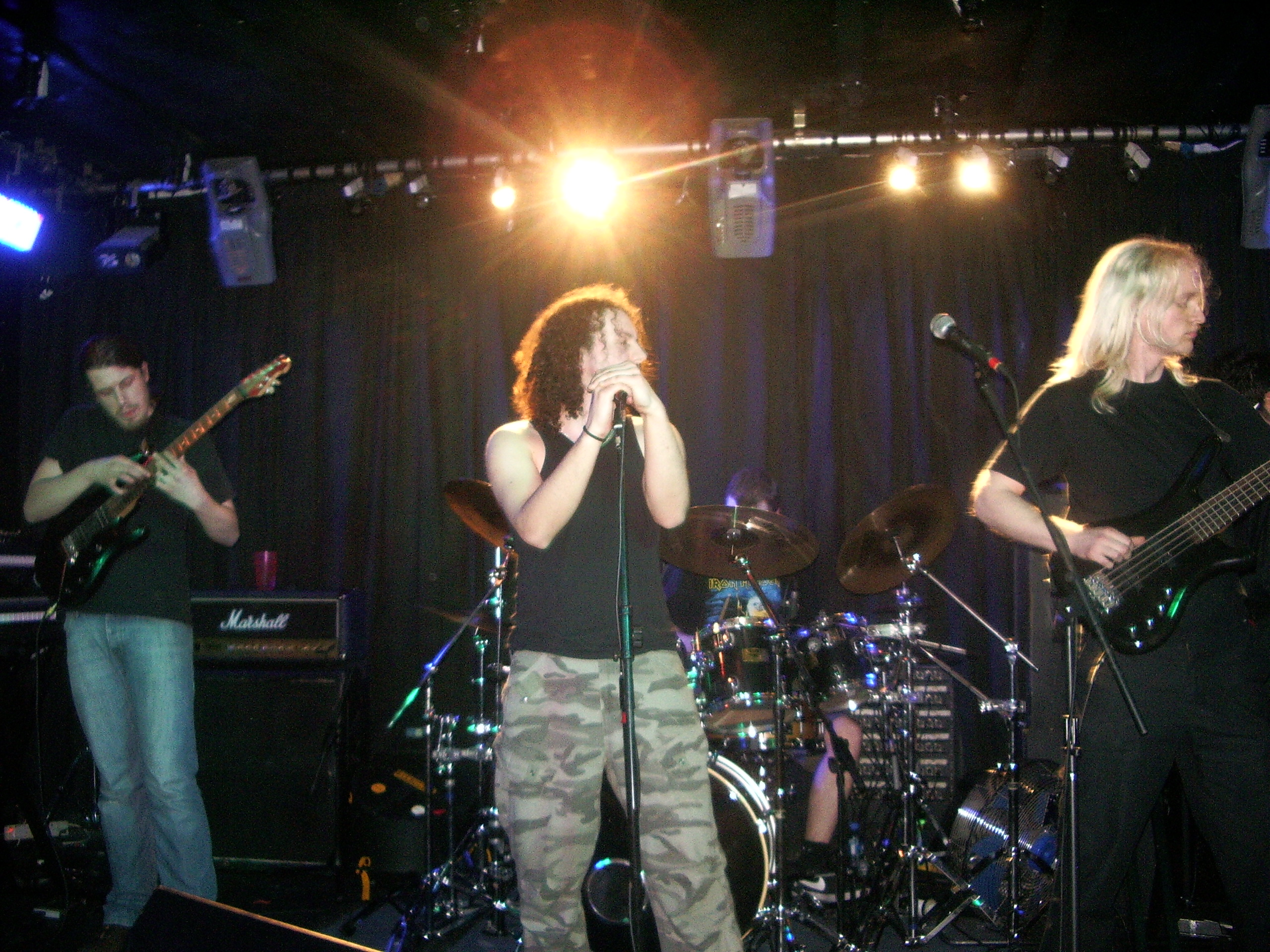
Haken en 2009. De gauche à droite : Henshall, Jennings, Hearne, Thomas MacLean, Tejeida et Griffiths (qui ne sont pas montrés).

Haken est formé en 2007 par le guitariste et claviériste de To-Mera, Richard Henshall, et ses deux amis d'école Ross Jennings (chant) et Matthew Marshall (guitare). Le groupe recrute l'ami de Peter Jones, Raymond Hearne, et le guitariste de To-Mera, Thomas MacLean qui devient bassiste du groupe. Henshall explique à quelques occasions que Haken est le nom d'un personnage fictif que lui et ses amis ont inventés pendant les cours, sous l'influence de l'alcool ou de la drogue.
Ils enregistrent une démo en 2007 qui comprend deux chansons, Snow et Souls. 
Leur premier album, Aquarius, sort en 2010.
Peu après la sortie de l'album The Mountain en 2013, le bassiste Tom MacLean annonce son départ pour se consacrer à son groupe To-Mera en tant que guitariste. Après une audition organisée sur YouTube consistant en l’exécution parfaite note pour note de la chanson Portals (de leur album Visions) et le réarrangement de la ballade progressive Because It's There (issue de The Mountain), c'est l'américain Conner Green qui sera choisi par le groupe pour le remplacer.
Pendant l'été 2014, le groupe enregistre un nouvel EP, qui doit être publié le 27 octobre 2014 et qui sera la première sortie avec Conner Green à la basse. En septembre 2014, Haken publie la vidéo de Darkest Light, premier extrait de cet EP qui se nommera Restoration. Restoration contiendra trois titres, qui seront des versions modifiées et réenregistrées de titres issus de leur première démo Enter The 5th Dimension (le premier extrait, Darkest Light, est une nouvelle version de Blind). Cette nouvelle sortie sera éditée au format digital (téléchargement), mais aussi sous la forme d'un pack comprenant un vinyle et un CD. Le CD ne devrait donc pas être vendu sans le vinyle.
En avril 2016, Haken sort l'album Affinity. Deux singles sont sortis plus tôt pour la promotion de l'album : Initiate (mars 2016) et The Endless Knot (avril 2016). L'album a globalement reçu de bonnes critiques et a été désigné par la critique comme leur meilleur album jusqu'à présent et comme « prétendant pour l'album de l'année ».
En novembre 2021, Haken annonce le départ du claviériste Diego Tejeida. Ce dernier explique quitter le groupe pour poursuivre de nouveaux projets musicaux à la suite de divergences créatives avec les autres membres du groupe. Peter Jones, ancien claviériste du groupe entre 2007 et 2008, rejoint à nouveau la formation en janvier 2022. Il avait récemment collaboré avec Richard Henshall (guitariste du groupe) au sein d’un autre groupe, Nova Collective.
En mars 2023 sort le septième album du groupe, Fauna. Il s'agit du premier album avec le claviériste Peter Jones.

## Membres

### Membres actuels
- Ross Jennings - chant (depuis 2007)
- Richard « Hen » Henshall - guitare, claviers (depuis 2007)
- Ray Hearne - batterie (depuis 2007)
- Charlie Griffiths - guitare (depuis 2008)
- Conner Green - basse (depuis 2014)
- Peter Jones – claviers (2007–2008) (depuis 2022)

### Anciens membres
- Matthew Marshall – guitare (2007–2008)
- Thomas « Tom » MacLean - basse, chœurs (2007-2013)
- Diego Tejeida - claviers (2008-2021)